# Pierre-Joseph Delaville
Pour les articles homonymes, voir Delaville.
Pierre Joseph Delaville est un homme politique français né le 4 mars 1762 à Cherbourg (Manche) et décédé le 14 décembre 1819 au même lieu.
Médecin, maire de Cherbourg, il est député de la Manche de 1813 à 1815.

## Sources
- « Pierre-Joseph Delaville », dans Adolphe Robert et Gaston Cougny, Dictionnaire des parlementaires français, Edgar Bourloton, 1889-1891 [détail de l’édition]